# IPad Air (7e génération)
L’iPad Air de septième génération ou iPad Air 7, est une tablette tactile sous iPadOS, conçue et développée par Apple comme successeur à l'iPad Air de sixème génération. Elle a été présentée le 4 mars 2025 par communiqué de presse et est disponible à partir du 12 mars 2025.

## Caractéristiques
Le design de cette septième génération d'iPad est identique à celui de la sixième génération, avec toujours deux tailles d'écran disponibles, 11 pouces et 13 pouces.
L'écran Liquid Retina de 60 Hz a toujours une luminosité maximal de 500 nits pour le 11 pouces et 600 nits pour le 13 pouces. La résolution est de 2 360 x 1 640 pixels sur le 11 pouces et 2 732 x 2 048 pixels sur le 13 pouces.
La caméra arrière dispose d'un seul objectif grand-angle de 12 Mpx avec une ouverture ƒ/1,8. La caméra avant dispose d'un objectif ultra grand-angle de 12 Mpx avec une ouverture ƒ/2,0 et est compatible avec la fonction Center Stage.
Le système sur puce est l'Apple M3 précédemment utilisé sur le MacBook Air M3, avec 8 Go de RAM.
Côté connectivité, l'iPad Air 7 bénéficie du Bluetooth 5.3 et du Wi-Fi 6 (802.11ax) ainsi que d'une connectivité 5G en option.
La tablette est compatible avec Apple Intelligence.
L'iPad est disponible en quatre capacités de stockage : 128 Go, 256 Go, 512 Go et 1 To.

## Chronologie
| Frise des modèles d'iPad |
| ------------------------ |
|                          |

Source : Archives de la Newsroom Apple.